# L'Éternel Problème
Pour les articles homonymes, voir Battle of the sexes.
Pour plus de détails, voir Fiche technique et Distribution.
L'Éternel Problème (The Battle of the Sexes) est un film américain réalisé par D. W. Griffith et sorti en 1928. Le film est un remake de The Battle of the Sexes du même réalisateur, sorti en 1914.

## Synopsis
Une chercheuse d'or et son petit ami montent une escroquerie à l'encontre d'un homme d'affaires, magnat de l'immobilier.

## Fiche technique
- Titre original : The Battle of the Sexes
- Réalisation : D. W. Griffith
- Scénario : Gerrit J. Lloyd d'après le roman The Single Standard de Daniel Carson Goodman
- Producteur : Joseph M. Schenck
- Image : Karl Struss, G.W. Bitzer
- Musique : Hugo Riesenfeld, Nathaniel Shilkret
- Son : Movietone (musique et effets sonores)
- Durée : 88 minutes
- Distribution : United Artists
- Date de sortie : 
  - États-Unis : 12 octobre 1928 (New York)

## Distribution
- Jean Hersholt : Le père
- Phyllis Haver : Marie
- Belle Bennett : La mère
- Sally O'Neil : La fille
- Don Alvarado : Babe Winsor
- William Bakewell : Le fils
- John Batten : L'ami